# Campus de Vanteaux
 (mai 2024).
La mise en forme du texte ne suit pas les recommandations de Wikipédia : il faut le « wikifier ».
Les points d'amélioration suivants sont les cas les plus fréquents. Le détail des points à revoir est peut-être précisé sur la page de discussion.
- Les titres sont pré-formatés par le logiciel. Ils ne sont ni en capitales, ni en gras.
- Le texte ne doit pas être écrit en capitales (les noms de famille non plus), ni en gras, ni en italique, ni en « petit »…
- Le gras n'est utilisé que pour surligner le titre de l'article dans l'introduction, une seule fois.
- L'italique est rarement utilisé : mots en langue étrangère, titres d'œuvres, noms de bateaux, etc.
- Les citations ne sont pas en italique mais en corps de texte normal. Elles sont entourées par des guillemets français : « et ».
- Les listes à puces sont à éviter, des paragraphes rédigés étant largement préférés. Les tableaux sont à réserver à la présentation de données structurées (résultats, etc.).
- Les appels de note de bas de page (petits chiffres en exposant, introduits par l'outil «  Source ») sont à placer entre la fin de phrase et le point final[comme ça].
- Les liens internes (vers d'autres articles de Wikipédia) sont à choisir avec parcimonie. Créez des liens vers des articles approfondissant le sujet. Les termes génériques sans rapport avec le sujet sont à éviter, ainsi que les répétitions de liens vers un même terme.
- Les liens externes sont à placer uniquement dans une section « Liens externes », à la fin de l'article. Ces liens sont à choisir avec parcimonie suivant les règles définies. Si un lien sert de source à l'article, son insertion dans le texte est à faire par les notes de bas de page.
- La présentation des références doit suivre les conventions bibliographiques. Il est recommandé d'utiliser les modèles {{Ouvrage}}, {{Chapitre}}, {{Article}}, {{Lien web}} et/ou {{Bibliographie}}. Le mode d'édition visuel peut mettre en forme automatiquement les références.
- Insérer une infobox (cadre d'informations à droite) n'est pas obligatoire pour parachever la mise en page.

Pour une aide détaillée, merci de consulter Aide:Wikification.
Si vous pensez que ces points ont été résolus, vous pouvez retirer ce bandeau et améliorer la mise en forme d'un autre article.

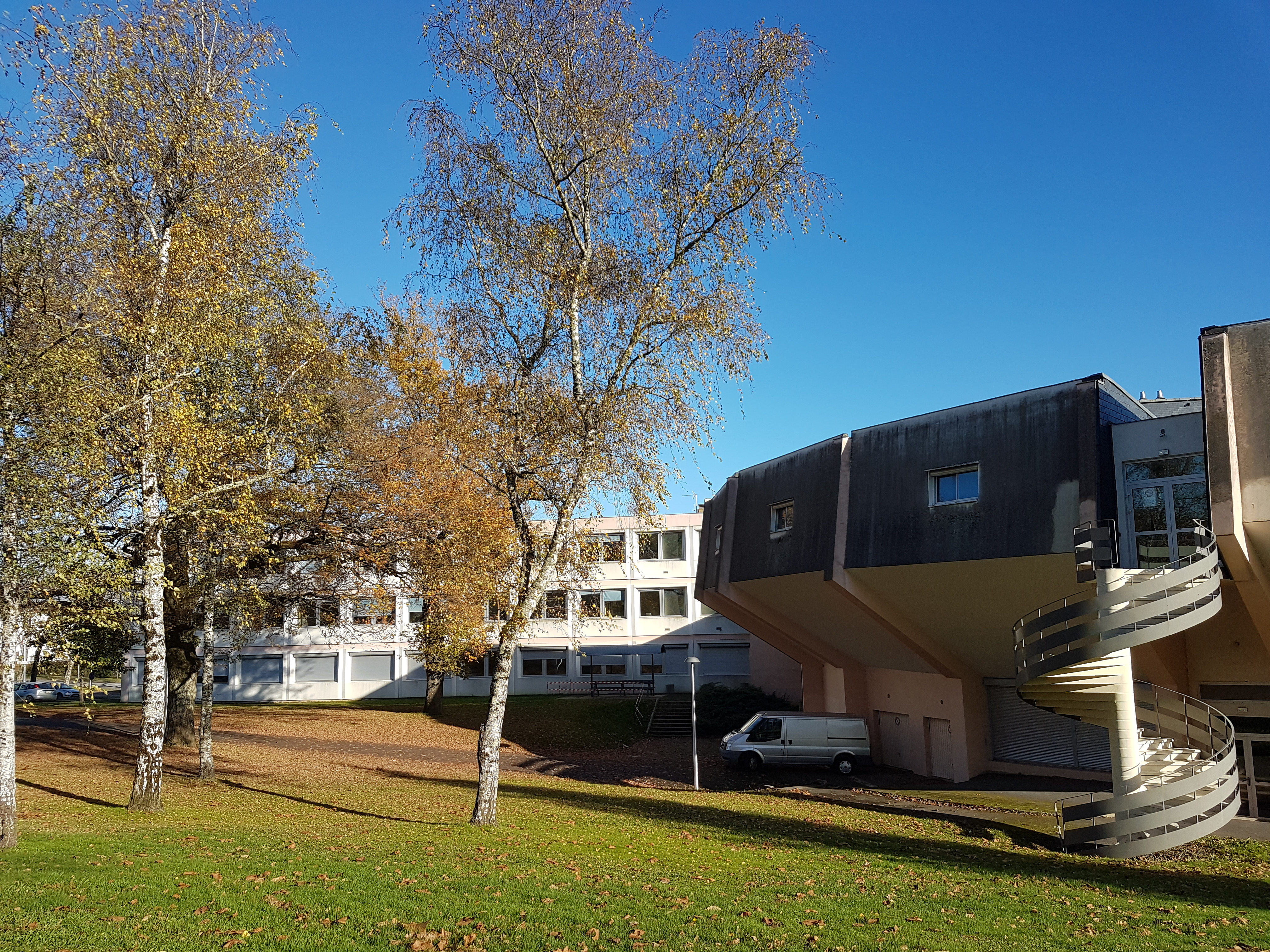
L'aile ouest de la faculté des lettres et des sciences humaines.

Le campus de Vanteaux est un des quatre sites universitaires de Limoges. Les trois autres sont le centre-ville, la technopole ESTER et le campus de la Borie. Il est situé au sud-ouest de la ville, près de la commune d'Isle, à proximité immédiate du Centre hospitalier universitaire Dupuytren. Le site est desservi par les lignes 101214D1021 de la STCL.

## Composantes de l'université situées sur le campus
- IFSI

- ESPE du Limousin

- Faculté des lettres et des sciences humaines
- CRDP
- ONISEP
- Service Universitaire de Médecine Préventive et de Promotion de la Santé
- L'entrée de la bibliothèqueCROUS

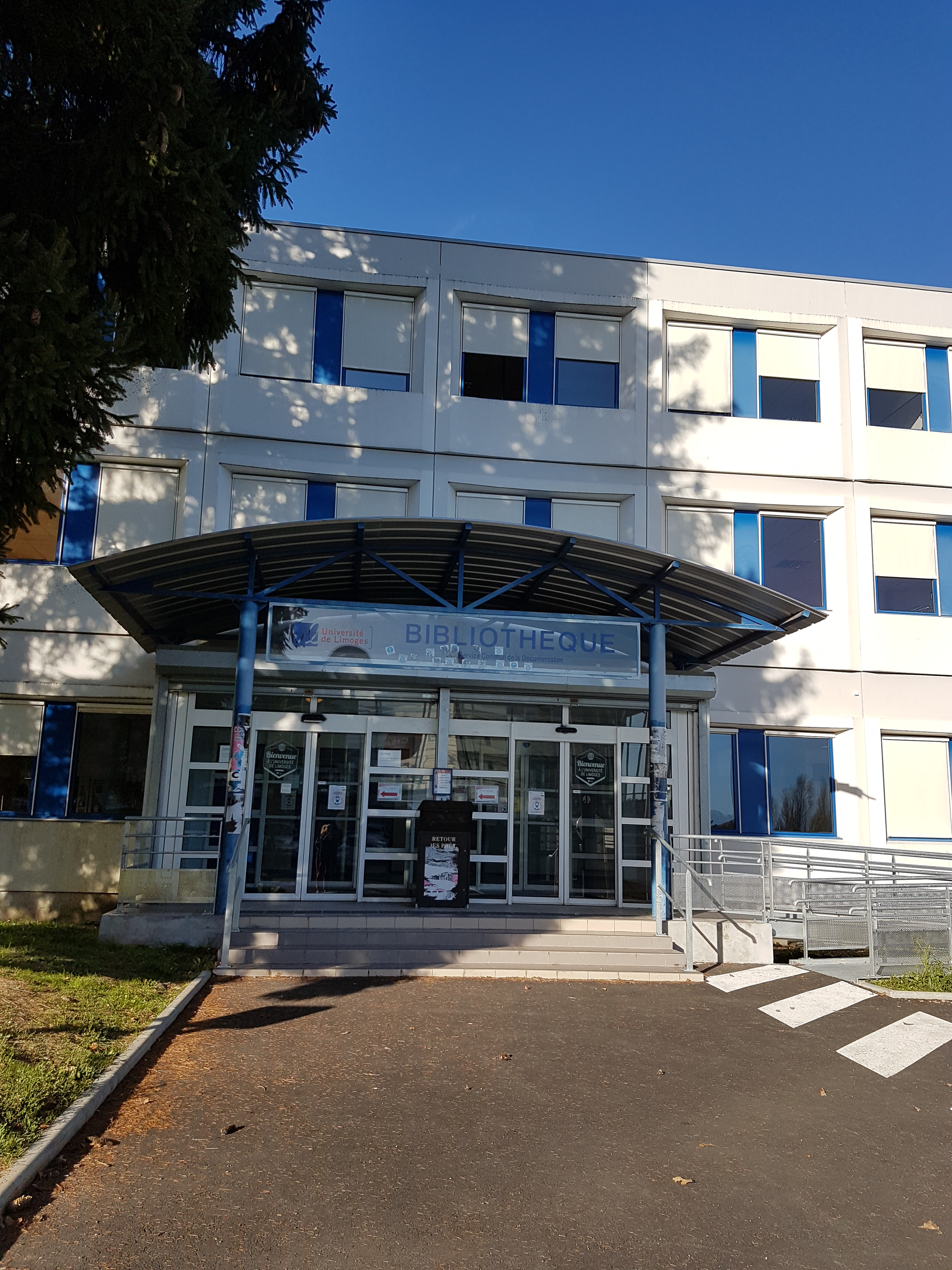
L'entrée de la bibliothèque

- Service commun de la documentation (Bibliothèque universitaire)
- Cité universitaire, restaurant universitaire
- Facultés de médecine et de pharmacie
- Service Universitaire de Formation Permanente
- Centre de formation d'apprentis
- CNAM

Le site accueille également l'École nationale supérieure d'art.

## Les formations que proposent le campus
La Faculté des Lettres et des Sciences Humaines (FLSH) de Limoges propose plusieurs formations :
- Des licences générales[1] en 3 ans :
  - Lettres
  - Sciences du Langage
  - Langues
  - Littérature et Civilisations Etrangères et Régionales (LLCER) destinée à l’Anglais
  - LLCER destinée à l’Espagnol
  - Langues Etrangères Appliquées (parcours Anglais-Allemand et parcours Anglais-Espagnol)
  - Géographie et Aménagement des territoires
  - Histoire
  - Sociologie
  - Sciences de l'Éducation

- Une licence disponible qu’à partir de la troisième année :
  - Valorisation du patrimoine et développement territorial

Elle propose aux étudiants, une vision pluridisciplinaire, en leur faisant suivre des cours d’une autre licence mineure, pendant une durée de quatre premiers semestres. De plus, pour permettre d’avoir une ouverture professionnelle, chaque licence propose des cours préprofessionnalisants. 
La FLSH propose également des licences professionnelles uniquement disponible après un Bac +2 :
- Métier de la culture pour le développement territorial
- Métier du livre, Documentation et Bibliothèque
- Design des milieux anthropisés
- Design d’informations et rédaction techniques
- Webdesign sensorielle

Avec de nombreux stages, des licences permettent facilement d’entrer dans le monde du travail.
Après une licence générale, la FLSH offre la possibilité de suivre des études supérieures en proposant plusieurs Masters. 
Pour devenir docteur dans un domaine, la FLSH propose des Doctorats.
N.B. Il faut noter que le nombre de places dans une licence professionnelle et dans un master sont limités. De plus, la formation obtenue doit correspondre à la formation souhaitée.

## Accompagnement des étudiants
La FLSH propose trois méthodes d'accompagnement des étudiants : 
- le tutorat: les tuteurs d'accompagnement proposent des permanences hebdomadaires dans des espaces dédiés pour aider les étudiants individuellement ou en petit groupe. 
- l'encadrement pédagogique: ce sont les enseignants référents pour chaque licence qui accompagnent les étudiants en difficulté et qui les mettent en lien avec des tuteurs. 
- le travail en petit groupe: correspond au TD (Travaux Dirigés) dans lequel les étudiants sont répartis en petits groupes ce qui facilite les échanges entre les étudiants et les enseignants. 
En plus de cela, pour les étudiants de Sciences de l'Éducation, un système de parrainage est mis en place.